# انتون چرماچنتسف
انتون چرماچنتسف (روسی: Антон Викторович Чермашенцев؛ زادهٔ ۲۱ ژوئن ۱۹۷۶) قایقران روئینگ اهل روسیه است.